# Hästenäs kyrkskog
Hästenäs kyrkskog är ett naturreservat i Åtvidabergs kommun i Östergötlands län. Det är beläget öster om Yxnerum vid sjön Yxningen. Området täcks av gammal hällmarkstallskog, örtrika granskogar, ädellövskog och strandskogar, som bildar en mångformig och artrik mosaik. Här finns gott om död ved till glädje för många vedlevande insekter, lavar, svampar och mossor. Tjäderspelplats finns i området. I reservatet finns vindskydd, grillplatser och vandringsled. Inom reservatet ligger de små sjöarna Sörgöl, Hästgöl och Svartgöl.
Naturreservatet Hästenäs kyrkskog förvaltas av Länsstyrelsen Östergötland.